# Yamashina-no-miya
Sơn Giai cung (山階宮 Yamashina-no-miya)  là một trong những nhánh họ lâu đời (ōke) của Hoàng gia Nhật Bản, có nguồn gốc từ nhánh Fushimi-no-miya, là chi họ lâu đời nhất trong số bốn chi của Hoàng thất.Họ chịu trách nhiệm về việc kế vị ngai vàng nếu dòng dõi Hoàng gia chính thống không có ai đủ khả năng hay điều kiện để nối ngôi.
Gia tộc Yamashina-no-miya được lập vào năm 1871, đứng đầu là Vương tử Akira, con trai cả của Thân vương Fushimi Kuniye, vốn là dưỡng tử của Thiên hoàng Kōkaku và sau này là Thiên hoàng Kōmei.Ông cũng từng là cố vấn của Thiên hoàng Minh Trị trong việc giúp đỡ cho chính quyền mới.
Vào ngày 14 tháng 10 năm 1947, người đứng đầu cuối cùng của gia tộc là Vương tước Yamashina Takehiko bị tước địa vị Hoàng gia và trở thành thường dân, do Hiến pháp mới quy định các nhánh họ của Hoàng gia Nhật Bản sẽ bị bãi bỏ. Sau khi ông qua đời mà không có người thừa kế vào năm 1987, gia tộc Yamashina-no-miya đã tuyệt tự và chấm dứt.
Em trai của Vương tử Yamashina Takehito, Hầu tước Yoshimaro Yamashina, là một nhà điểu học nổi tiếng.
Tư dinh của dòng họ Yamashina-no-miya nằm ở quận Kōjimachi của Tokyo.
|   | Tên | Sinh | Thừa kế | Về hưu | Qua đời | Ghi chú |
| - | --- | ---- | ------- | ------ | ------- | ------- |
| 1 | Vương tử Yamashina Akira (山階宮 晃親王 (Sơn Giai cung Hoảng Thân vương) Yamashina-no-miya Akira shinnō) | 1816 | 1864    | .      | 1898    |         |
| 2 | Vương tử Yamashina Kikumaro (山階宮 菊麿王 (Sơn Giai cung Cúc Mi vương) Yamashina-no-miya Kikumaro-ō)    | 1873 | 1898    | .      | 1908    |         |
| 3 | Vương tử Yamashina Takehiko (山階宮 武彦王 (Sơn Giai cung Võ Ngạn vương) Yamashina-no-miya Takehito-ō)   | 1898 | 1908    | 1947   | 1987    |         |